# Plac Lajosa Kossutha
Plac Lajosa Kossutha (węg. Kossuth Lajos tér lub w skrócie Kossuth tér) – plac w centralnej części Budapesztu, na wschodnim brzegu Dunaju. W latach 1898–1927 nosił nazwę Plac Parlamentarny, gdyż znajduje się przy nim budynek parlamentu. 
Na placu stoi pomnik upamiętniający wydarzenia powstania węgierskiego z 1956. Co roku 20 sierpnia na placu Węgrzy świętują Dzień Św. Stefana, pierwszego króla Węgier, patrona kraju.
Turyści znajdą tu także historyczną flagę z 1956 z wyciętym godłem Węgierskiej Republiki Ludowej. 
Na północnym skraju stoi pomnik patrona placu – Lajosa Kossutha. W pobliżu placu znajduje się stacja czerwonej linii metra – Kossuth tér. Można dojechać także autobusami, trolejbusami i tramwajami.